# 兄妹スパイ団事件
兄妹スパイ団事件（朝鮮語: 남매간첩단 사건）は、1993年の大韓民国の公安事件である。

## 概要
1993年に「反核平和運動連合」政策委員の金三石、その妹でデパート従業員、金銀周の2人が、朝鮮民主主義人民共和国（北朝鮮）のスパイとして、在日朝鮮団体から工作資金を受け取ったなどとして起訴された。1994年大法院は、三石に懲役4年、銀周に懲役2年・執行猶予3年の判決を下した。
2人はスパイ行為をしたことはないと主張して再審を請求。2017年5月大法院は、三石には国家保安法違反であるとしながらもスパイ容疑はないとして、懲役2年・執行猶予3年に減刑、
1億9000万ウォンの刑事補償金が支払われた。
三石とその家族らは、スパイとの烙印を押され精神的苦痛を受けたとして、国に対し損害賠償請求訴訟を提起。2018年7月ソウル高等裁判所は、家族3人に計8900万ウォンを支払うよう命じる判決を言い渡した。

### 正義記憶連帯での炎上
韓国の慰安婦団体である日本軍性奴隷制問題解決のための正義記憶連帯の会長尹美香の夫が金三石であり、スパイ罪で起訴され国家保安法で有罪判決を受けている人物ということはあまり知られていなかった。しかし、2020年5月に慰安婦ビジネスなど妻の数々の不正が明らかになった際に、2018年に民弁所属の弁護士ら、在日本朝鮮人総連合会の女性3人の計11人と共に脱北した北朝鮮レストラン支配人に越北を勧誘と韓国政府に無理やり拉致されたと顔出し会見するように要求していたことが判明した。尹と夫の金の周辺には親北人脈が多く、慰安婦の休養施設が親北活動の拠点だった疑いが韓国でも広く認知された。元支配人に金は妻の管理する慰安婦のためとしての施設で北韓の行事に出席した際の写真を見せ、将軍様や首領様と頻繁に言い、北朝鮮の革命歌謡を歌った。脱北者である男性は不安になって、施設から立ち去ったと証言した。その後も北朝鮮レストランからの脱北者に月に3-5万円の送金をして「北朝鮮に戻れ」と夫婦で説得しようとしていた。後に身分を変えていたのに自宅に脅迫が来て、身の危険を感じた男性は韓国国内における迫害証拠を某国に提出し、朝鮮半島から安全な国に亡命した。